# На одній хвилі
«На одній хвилі» (англ. You Get Me) — американський трилер 2017 року режисера Брента Бонакорсо, знятий за сценарієм Бена Епштейна, з Беллою Торн, Галстон Сейдж, Тейлор Джон Сміт, Анною Аканою та Нешом Грієром у головних ролях. Фільм вийшов на Netflix 23 червня 2017 року.

## Сюжет
Тайлер — учень середньої школи, закоханий у свою дівчину Елісон («Елі»). Однієї ночі він з'ясовує, що Елі — часта відвідувачка вечірок, на яких вона вживає багато алкоголю і спить хтозна з ким. Це розлючує хлопця, він кидає Елісон. Тайлер зустрічає таємничу Голлі. Вони приєднуються до вечірки та ніч проводять разом. Їхні вихідні проходять у величезному будинку Голлі. Дівчина розповідає, що її батько помер, а мачуха багато подорожує. Перед від'їздом Тайлер зізнається, що вихідні були особливими, і здається, що він уже забув про колишню.
Наступного дня Тайлер повертається разом з Елі, і, перебуваючи в школі, помічає Голлі. Голлі ж хотіла здивувати Тайлера. Він марно намагається розірвати зв'язки з Голлі. Нова знайома починає спілкуватися з Елі, а також з їхніми друзями. У Лідії виникають підозри щодо Голлі через її відсутність у соцмережах. Через певний час Тайлер починає вважати Голлі небезпечною, оскільки мачуха, Корінн, розповідає, що дівчина приймає ліки проти психічного розладу. Наступного дня Голлі навмисно викликає у Лідії сильну алергічну реакцію, щоб помститися.
Голлі приходить до Тайлера, щоб бути разом. Через відмову дівчина розповідає Елі про проведений час з її хлопцем. На пляжі Тайлер зізнається Елі у всьому. Це засмучує дівчину, тому вона йде. Голлі звинувачує Тайлера в нападі. Хлопець з'ясовує, що її справжнє ім'я Елізабет і через жорстокий напад її відправили до психіатричної лікарні. Тієї ночі Голлі викрадає Елі й надсилає Тайлеру фото полонянки без свідомості. Корінн, побачивши Елі, намагається врятувати її. Однак Голлі вбиває мачуху, задушивши пакетом.
У будинку Голлі Тайлер знаходить прив'язану Елі без свідомості. Він звільняє її. Під час втечі їх зупиняє Голлі, погрожуючи зброєю, вона вистрілює хлопцеві в плече. Елі вдається відбитися кочергою. Ще живу Голлі фельдшер завозить у лікарню, вона змушує його пообіцяти ніколи не залишати її.

## У ролях
| Актор                   | Роль          |
| ----------------------- | ------------- |
| Белла Торн              | Голлі Віола   |
| Галстон Сейдж           | Елісон Г'юїтт |
| Тейлор Джон Сміт        | Тайлер Гансон |
| Неш Грієр               | Гіл           |
| Анна Акана              | Лідія         |
| Різ Вейкфілд            | Чейз          |
| Бріджид Бранна          | Корінн        |
| Кетрін Морріс           | місіс Г'юїтт  |
| Кімберлі Вільямс-Пейслі | місіс Гансон  |
| Ясмін Аль-Бустамі       | Мелінда       |
| Фарра Макензі           | Тіффані       |
| Джошуа Бандей           | містер Ахмед  |
| Гарсель Бове            | директор      |

## Виробництво

### Кастинг
У березні 2016 року Белла Торн і Галстон Сейдж були відібрані на головні ролі Голлі й Елі відповідно. У квітні 2016 року Тейлор Джон Сміт був відібраний на головну чоловічу роль Тайлера. Тоді ж приєдналися Неш Грієр, Анна Акана, Гарсель Бове та Кетрін Морріс.

### Знімання
Знімання розпочали у Лос-Анджелесі у квітні 2016 року та завершилися у травні 2016 року. Знімання фільму також відбувалося на пляжі в Санта-Моніці.

## Випуск
Світова прем'єра відбулась на кінофестивалі в Лос-Анджелесі 14–22 червня 2017 року. Спочатку випуск планувався на 16 червня на Netflix, але фільм вийшов 23 червня 2017 року.

## Сприйняття
Браян Костелло з Common Sense Media назвав фільм «безладом від початку до кінця». Едді Страйт із The Daily Dot сказав: «цей фільм — це не весело», і надалі критикує фільм не лише за відсутність оригінальності, але й за тупість. Фелікс Васкес-молодший з Cinema Crazed описує стрічку як «безглузда заявка на цей сміховинний піджанр» і що, хоча фільм прагне бути стрічкою на кшталт «Фатального потягу» «він ледве дотягує до клону „Фанатки“».